# Берсе
Берсе (нидерл. Beerse) — коммуна в Бельгии, в провинции Антверпен Фламандского региона. Состоит из населённых пунктов Берсе и Влиммерен (Vlimmeren). По статистическим данным от 1 января 2006 года, население коммуны — 16 482 человека.
Общая площадь — 37,48 км², плотность населения — 447 чел./км².